# تراموا مانهایم/لودویگسهافن
تراموا مانهایم/لودویگسهافن (به انگلیسی: Trams in Mannheim/Ludwigshafen) سیستم تراموا در مانهایم / لودویگسهافن، آلمان است.
این تراموا که در سال ۱۸۷۸ میلادی تأسیس شده دارای ۱۰ خط، ۱۵۷ ایستگاه و ۹۷ کیلومتر طول است.

## نگارخانه

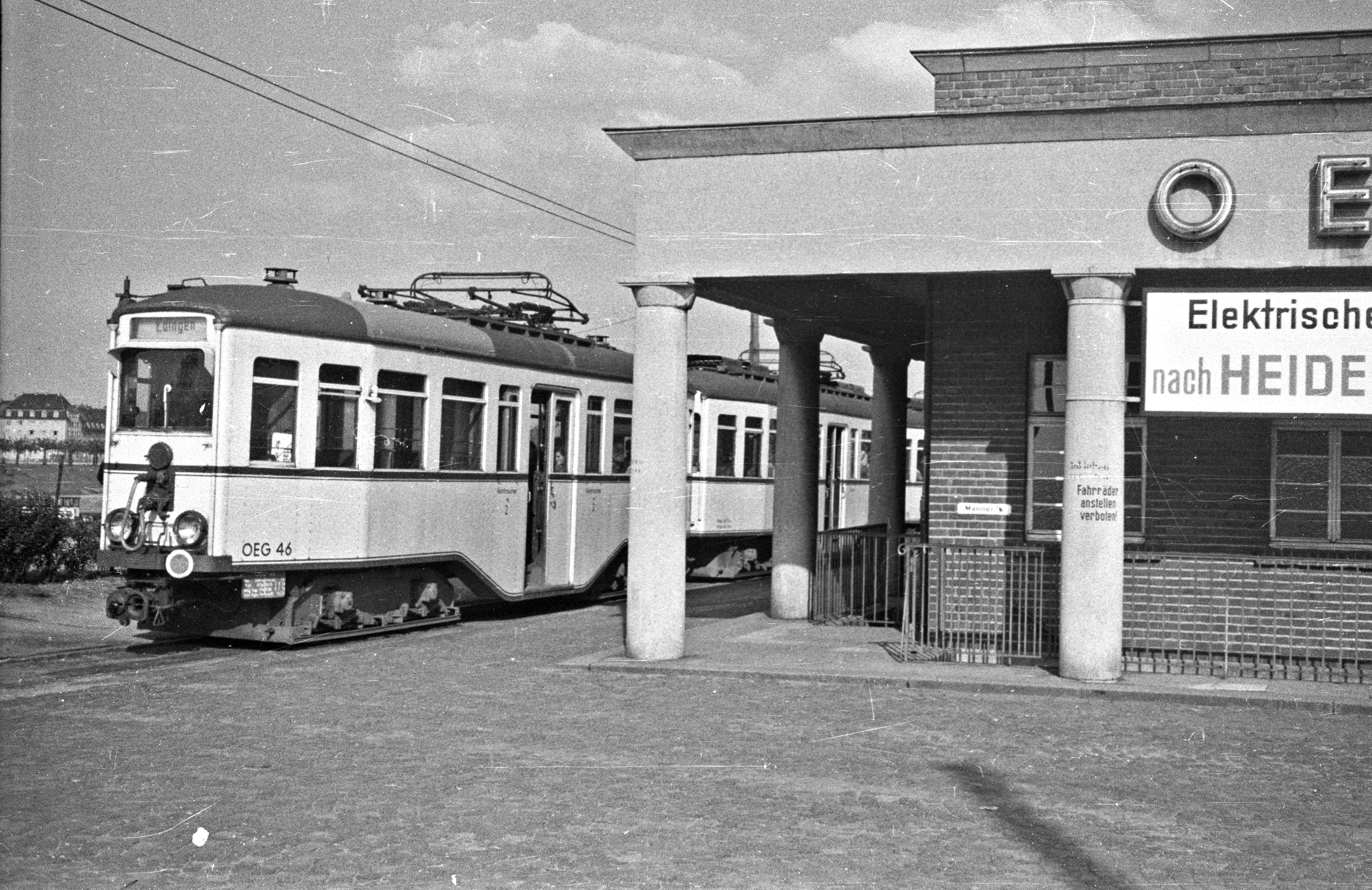
دهه ۱۹۵۰
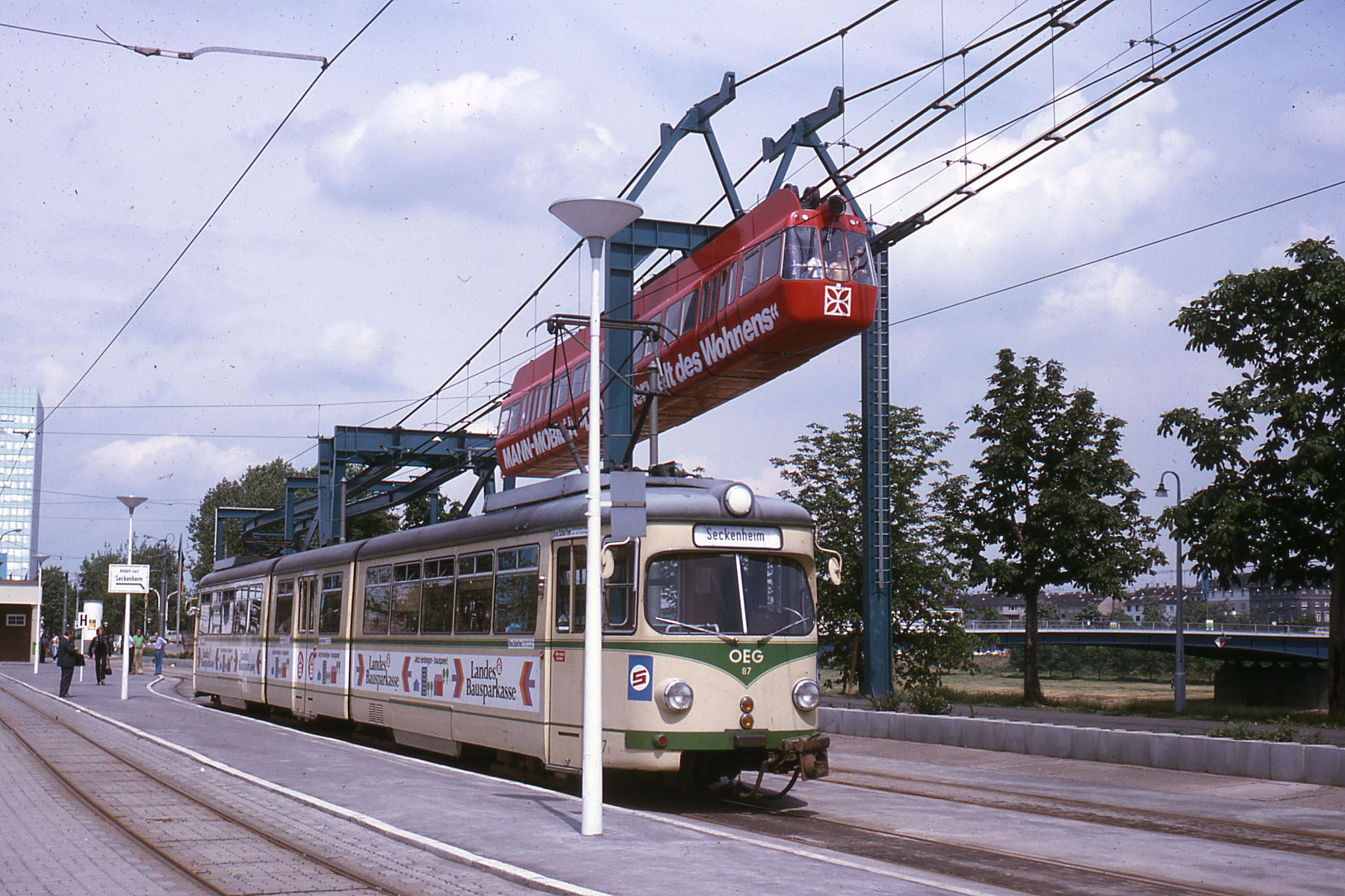
۱۹۷۵
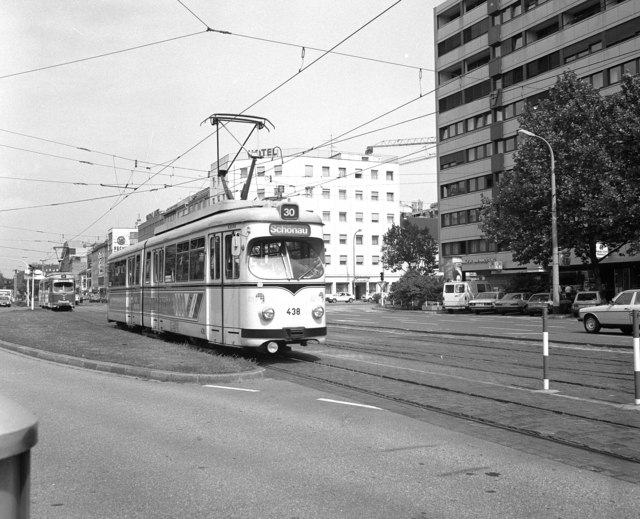
۱۹۸۶
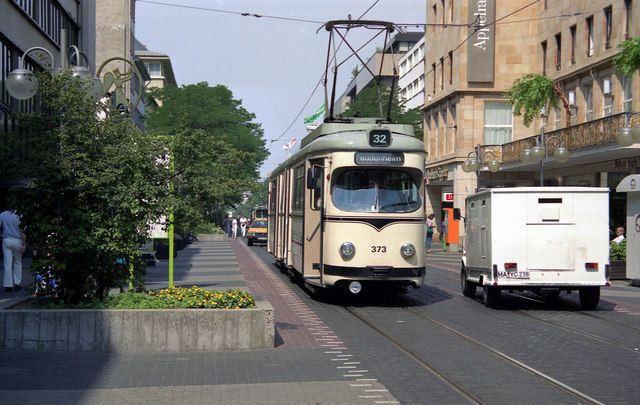
۱۹۹۱
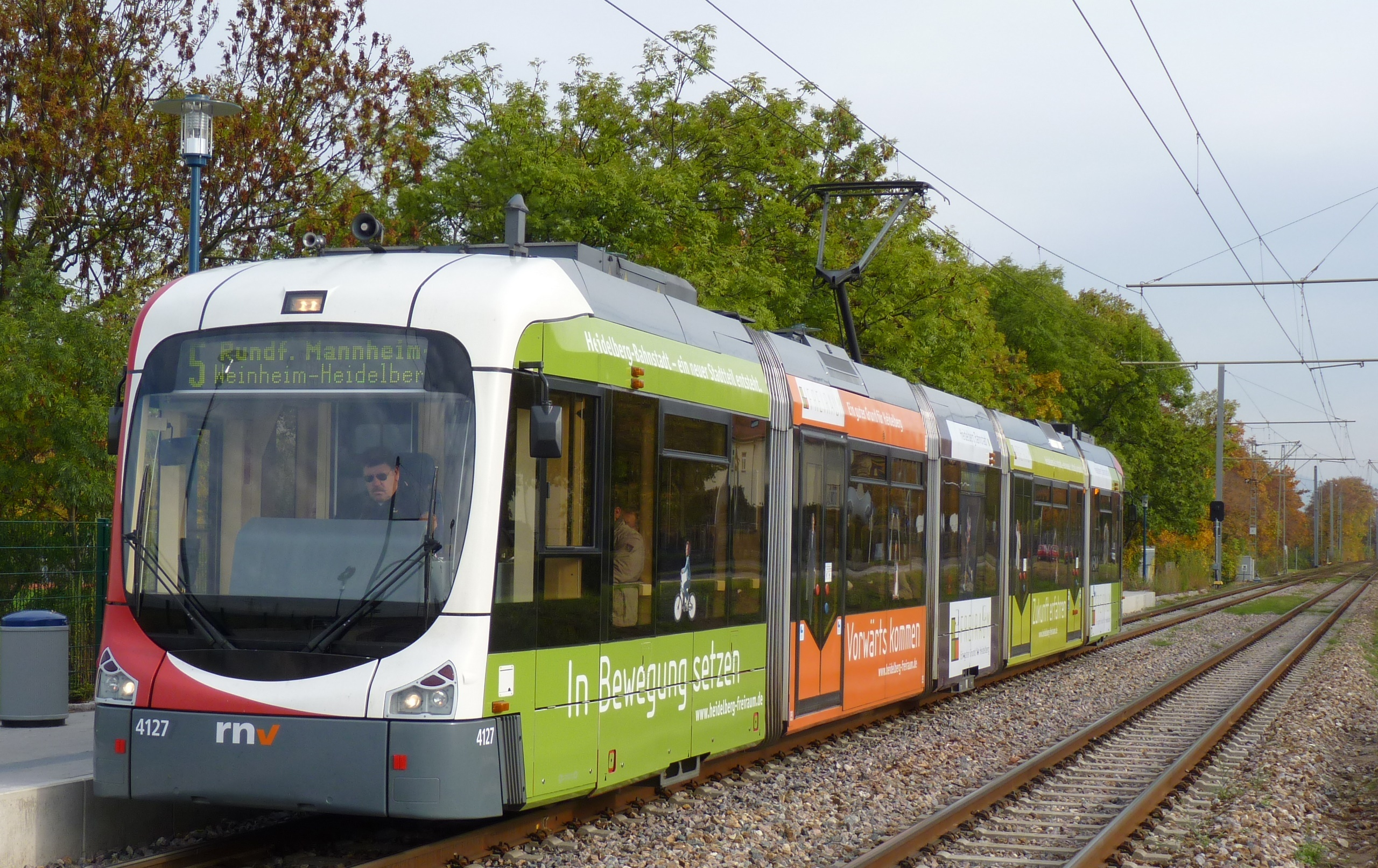
۲۰۰۹
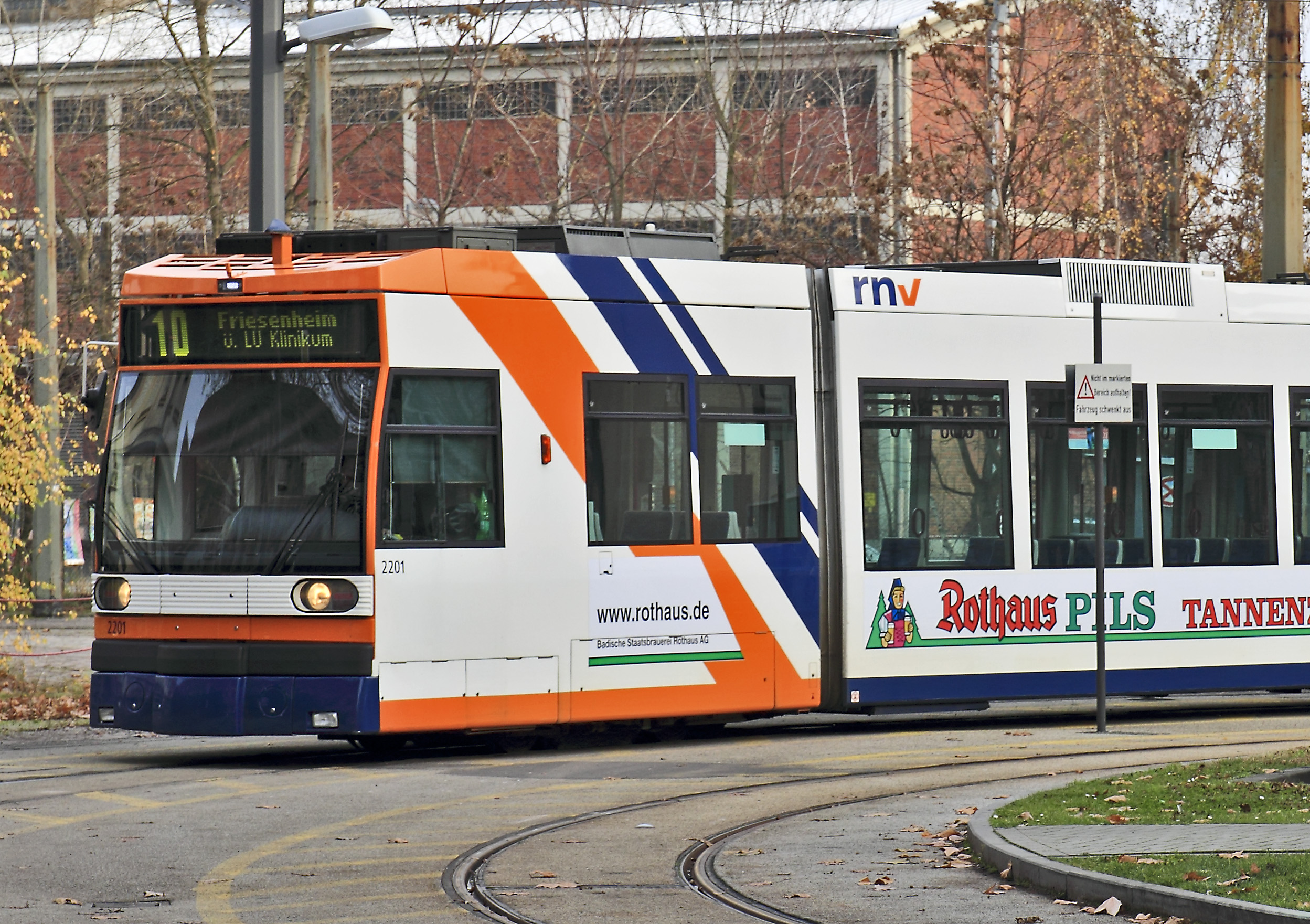
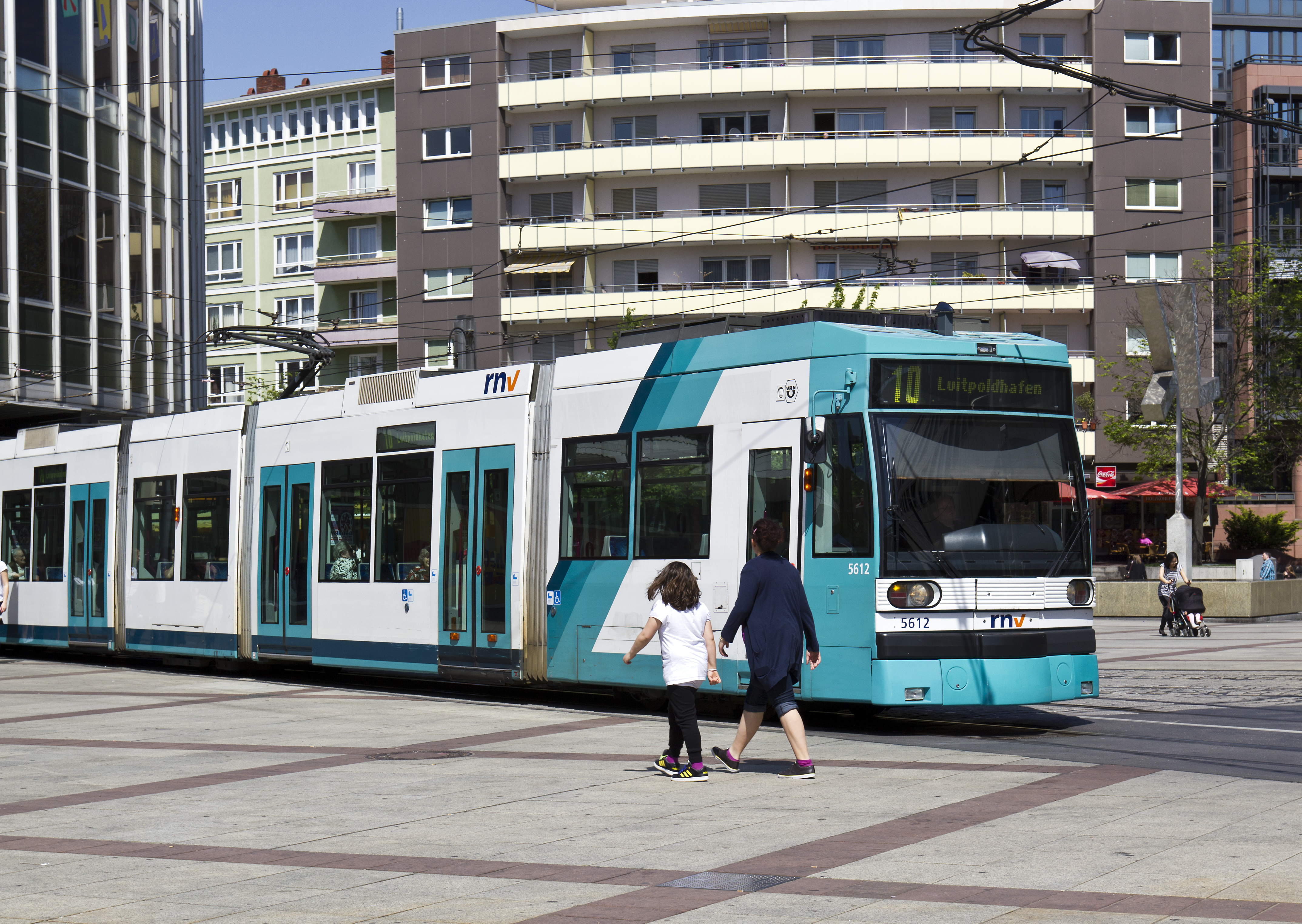
۲۰۱۲